# 戈尔达娜·佩尔库钦
戈尔达娜·佩尔库钦（羅馬化：Gordana Perkučin，1962年5月7日—），南斯拉夫女子乒乓球运动员。她曾代表南斯拉夫获得1988年夏季奥运会乒乓球比赛女子双打铜牌。她也以独立运动员身份参加了1992年夏季奥运会。